# برای عشق، فقط برای عشق
برای عشق، فقط برای عشق (ایتالیایی: Per amore, solo per amore) فیلمی ایتالیایی در سبک درام تاریخی است که در سال ۱۹۹۳ منتشر شد. از بازیگران آن می‌توان به دیگو ابتنتوئونو، پنه‌لوپه کروز، استفانیا ساندرلی، والریا سابل، جانی موزی و آلساندرو هابر اشاره کرد.